# Delos Productions
Delos Productions es una compañía discográfica estadounidense con sede en Los Ángeles y luego en Sonoma (California), especializada en música clásica. Fue fundada en 1973 por Amelia S. Haygood.

## Historia
La compañía fue creada en 1973 por Amelia S. Haygood. La sede inicialmente estaba en Los Ángeles y más tarde se trasladó a Sonoma en California. La dirección de Haygood convirtió en una figura destacada de la industria discográfica clásica. El nombre hace referencia a Delos, la isla griega que según la mitología fue el lugar de nacimiento del dios Apolo, quien trajo música y curación al mundo. En 2007 falleció Haygood y la dirección de la compañía pasó a Carol Rosenberger, una pianista estadounidense que realizó más de 30 grabaciones para el sello en una carrera que abarca más de tres décadas.
Fue una de las primeras discográficas clásicas en adoptar la grabación digital. En 1979 comenzó una colaboración con el científico Thomas Stockham, inventor del proceso de grabación digital Soundstream. Muchas grabaciones se atribuyen a John M. Eargle, ganador del Grammy e ingeniero jefe de la firma durante varias décadas, así como al equipo de producción de Marc Aubort y Joanna Nickrenz.
Desde 2008 el catálogo de Delos se distribuye en todo el mundo a través de Naxos Records.
En noviembre de 2023 el sello fue adquirido por la editorial y discográfica belga de música clásica y jazz Outhere Music.

## Artistas
La compañía ha realizado grabaciones con conjuntos como la Orquesta de Filadelfia, la Orquesta Sinfónica de Londres, la Orquesta Sinfónica de Dallas, la Orquesta de Cámara de Moscú, la Sinfónica de Cámara de Nueva York, la Orquesta de Cámara Escocesa, la Sociedad de Música de Cámara del Lincoln Center, Voices of Ascension, el Cuarteto de Shanghai, el Cuarteto de Guitarras de Brasil.
Ha colaborado con directores de orquesta e intérpretes de renombre como Arleen Auger, James DePreist, Marina Domashenko, Olga Guryakova, Renée Fleming, Dmitri Hvorostovsky, Sondra Radvanovsky, Dennis Keene, Nina Kotova, Constantine Orbelian, Ewa Podleś, Jean-Pierre Rampal, Clara Rockmore, Gerard Schwarz, David Shifrin, Joshua Smith, János Starker, Andrew von Oeyen, Eugenia Zukerman y Mark Abel.